# コシヒロカエルガメ
コシヒロカエルガメ（Phrynops tuberculatus）、爬虫綱カメ目ヘビクビガメ科カエルガメ属（Batrachemys属に含める説もあり）に分類されるカメ。別名イボカエルガメ。

## 分布
ブラジル東部（サン・フランシスコ川水系など）固有種

## 形態
最大甲長25センチメートル。背甲は上から見ると細長い卵型で、ややドーム状に盛りあがる。背甲の色彩は明褐色や暗褐色、黒。腹甲板や股甲板、肛甲板が幅広く（最大で甲長の46-48%）、和名の由来になっている。
頭部は分厚く、属内では小型。頸部はやや長く、背面に棘状や疣状の突起がある。種小名tuberculatusは「疣のある、刺のある」の意で、英名と同義。
幼体は背甲の色彩が明褐色。頭部に虫食い状、喉に不規則な斑紋が入る。成長に伴い色彩は暗くなり、頭部の斑紋は消失する。

## 分類
カエルガメ属内ではBatrachemys亜属に含まれ、形態を基にした系統解析からBatrachemys亜属を独立した属にする説もある。一方でBatrachemys属を独立属とする説は内部形態を無視しているなどの問題があり、Batrachemys亜属そのものが単系統群ではないとする説もある。

## 人間との関係
ペット用として飼育されることもあり、日本にも輸入されている。ブラジルでは野生のカメを輸出することが厳しく制限されているため、アメリカ合衆国やウルグアイから飼育下繁殖個体が少数流通する。形態からトゲヘビクビガメ属の構成種と誤認されることもある。